# Delícias de Buda
As delícias de Buda, transliterado com frequência luóhàn zhāi, lo han jai ou lo hon jai, são um conhecido prato vegetariano das cozinhas chinesa e budista. Às vezes chama-se também luóhàn cài (chinês tradicional: 羅漢菜, chinês simplificado: 罗汉菜: 羅漢菜, chinês simplificado: 罗汉菜).
O prato é tradicionalmente consumido por monges budistas, que são vegetarianos, mas também tem ganhado popularidade em todo mundo[carece de fontes?] como receita vegetariana disponível nos restaurantes chineses. Consiste em diversas verduras e outros ingredientes vegetarianos (bem como também às vezes marisco e ovo), que se cozinham em molho de soja com outros condimentos até que estejam macios. Os ingredientes concretos variam enormemente tanto dentro como fora da Ásia.

## Etimología
No nome luóhàn zhāi, luóhàn —abreviatura de Ā luóhàn (chinês tradicional: 阿羅漢, chinês simplificado: 阿罗汉, pinyin: Ā LuóHàn)— é a transliteração chinesa do sánscrito arhat, que alude a um indivíduo iluminado e ascético ou ao próprio Buda, e zhāi (chinês tradicional: 阿羅漢, chinês simplificado: 阿罗汉, pinyin: Ā LuóHàn: 齋, chinês simplificado: 斋, pinyin: zhāi) significa ‘comida vegetariana’ ou ‘dieta vegetariana’.
Costuma-se fazer o prato com ao menos 10 ingredientes, ainda que versões mais elaboradas possam incluir 18 ou até 35 ingredientes. Quando se usam 18 ingredientes, o prato chama-se luóhàn quánzhāi (chinês tradicional: 羅漢全齋, chinês simplificado: 罗汉全斋: 羅漢全齋, chinês simplificado: 罗汉全斋).
Na China, em Hong Kong e em Toronto, quando se serve usando exclusivamente os ingredientes vegetarianos com mais sabor, como o tofu fermentado ou as coalhadas de feijão doce, se conhece como tián seuān zhāi (chinês tradicional: 甜酸齋, chinês simplificado: 甜酸斋, pinyin: tian2 suan1 zhai1: 甜酸齋, chinês simplificado: 甜酸斋, pinyin: tian2 suan1 zhai1, literalmente ‘prato vegetariano agridoce’).

## Tradição
Como sugere seu nome, é um prato consumido tradicionalmente por budistas, que são vegetarianos. No entanto, também é popular nos menus de restaurantes chineses de todo o mundo (ainda que com frequência sem incluir todos os ingredientes). Serve-se tradicionalmente nos lares chineses no primeiro dia do ano novo chinês, o que provem do antigo costume budista de manter uma dieta vegetariana nos primeiros 5 dias do ano novo, como forma de auto-purificação. Alguns dos ingredientes mais raros, como o fat choy e a saetilla, se costumam comer só nesta época do ano.

## Ingredientes
A seguinte lista corresponde a ingredientes usados com frequência para elaborar as delícias de Buda, à cada um dos quais a tradição chinesa atribui um significado auspicioso concreto. Como o prato muda de um cozinheiro para outro e de uma família a outra, nem um único ingrediente se usa sempre em todas as versões.

### Ingredientes principais

#### Ingredientes principais de uso comum
1. Saetilla (慈菇; pinyin: cí gū).[2]
2. Véu de noiva (竹笙, pinyin: zhúshēng, ou 竹荪; pinyin: zhúsūn).[2]
3. Brotos de bambú (simplificado: 笋; tradicional; 筍; pinyin: sǔn).[3]
4. Yuba (腐竹; pinyin: fǔ zhú, também chamadas bambú de tofu).[2]
5. Shiitake (冬菇; pinyin: dōnggū).[2]
6. Cenoura (tradicional: 胡蘿蔔; simplificado: 胡萝卜, pinyin: hú luóbo; ou tradicional: 紅蘿蔔; simplificado: 红萝卜, pinyin: hóng luóbo).[3]
7. Novelos de fio de soja (粉絲; pinyin: fěn sī).[3]
8. Botões de lirio do dia (金针; pinyin: jīnzhēn; também chamados púas douradas).[2]
9. Fat choy (tradicional: 髮菜; simplificado: 发菜; pinyin: fàcài; uma cianobacteria parecida com cabelo negro).[4]
10. Sementes de ginkgo biloba (tradicional: 銀杏; simplificado: 银杏, pinyin: yín xìng; ou 白果, pinyin: bái guǒ).[4]
11. Semente de loto (蓮子; pinyin: liánzǐ).[5]
12. Couve-chinesa (大白菜; pinyin: dà báicài).[4]
13. Amendoim (花生; pinyin: huāshēng).[2]
14. Ervilha chinesa (tradicional: 荷蘭豆; simplificado: 荷兰豆; pinyin: hélándòu).[6]
15. Tofu frito (炸豆腐; pinyin: zhá dòufǔ).[2]
16. Castanha d'água (tradicional: 荸薺; simplificado: 荸荠; pinyin: bíqí).[2]
17. Seitan frito ou braseado (tradicional: 麵筋, simplificado: 面筋; pinyin: miàn jīn).[6]
18. Orelha de madeira (木耳; pinyin: mù ěr; também telefonema seta negra).[3]

#### Ingredientes principais menos usados
1. Brotos de feijão (豆芽, pinyin: dòu yá; 芽菜, pinyin: yá cài; ou 银芽, pinyin: yín yá).[6]
2. Pontas de samambaia Pteridium (蕨菜; pinyin: jué cài).
3. Bok choy (白菜; pinyin: báicài).
4. Couve-flor (菜花; pinyin: cài huā).
5. Aipo chinês (芹菜; pinyin: qín cài).[7]
6. Outros tipos de fungos, incluindo kukirage (tradicional: 雲耳; simplificado: 云耳; pinyin: yún ěr), orelha de olmo (榆耳; pinyin: yú ěr), orelha de osmanto (桂花耳; pinyin: guíhuā ěr), fungo de neve (银耳; pinyin: yín ěr), e fungo amarelo (黃耳; pinyin: huáng ěr; literalmente ‘orelha amarela’).[1][1][1][8]
7. Azufaifo vermelho (tradicional: 紅棗; simplificado: 红枣; pinyin: hóng zǎou)[5]
8. Raiz de loto (藕; pinyin: ǒou).[9]
9. Outros tipos de setas, incluindo fungos da palha (草菇, pinyin: cǎou gū), champinhões ostra (平菇, pinyin: píng gū) e Tricholoma (口蘑, pinyin: kǒou mó).[9]
10. Ostra seca (蠔豉; pinyin: háo shì).[2]
11. Batata (马铃薯; pinyin: mălíng shǔ).
12. Ovo de codorna (鹌鹑蛋; pinyin: ān chún dàn).
13. Camarão (tradicional: 蝦; simplificado: 虾; pinyin: xiā).
14. Laminaria.[9]
15. Botões de centáurea.[9]
16. Mazorquitas de milho.[8]

### Condimentos
- Huangjiu (黃酒; pinyin: huáng jiǔ).[10]
- Alho (大蒜; pinyin: dà suàn).[9]
- Gengibre (simplificado: 姜; tradicional: 薑; pinyin: jiāng).[9]
- Glutamato monosódico (味精; pinyin: wèijīng).[3]
- Azeite (normalmente de amendoim, 花生油 e gergelim, 芝麻油).
- Molho de ostra (simplificado: 蚝油; tradicional: 蠔油; pinyin: háo yóu).[4]
- Tofu fermentado (豆腐乳; pinyin: dòufu rǔ), tanto vermelho como branco.[3]
- Saia (tradicional: 鹽; simplificado: 盐; pinyin: yán).[3]
- Molho de soja (老抽; pinyin: lǎochōou).[3]
- Amido (淀粉; pinyin: diànfěn).
- Açúcar (糖; pinyin: táng).[3]

## 2
1. 1 2 3 4  «素食精品：广州罗汉斋 佛门清香尘世快乐(图)» |arquivourl= é mal formado: timestamp (ajuda)
2. 1 2 3 4 5 6 7 8 9  «Greet the Year of the Tiger with a traditional new year's stew». Honolulu Star-Bulletin (em inglês). Consultado em 30 de abril de 2009
3. 1 2 3 4 5 6 7 8 9  Florence Lin (1983). Florence Lin's Chinese vegetarian cookbook. [S.l.]: Shambhala. ISBN 9780877732525
4. 1 2 3 4  Grace Young, Alan Richardson (1999). The Wisdom of the Chinese Kitchen: Classic Family Recipes for Celebration. [S.l.]: Simon & Schuster. ISBN 9780684847399
5. 1 2  «Jai a delight in the Chinese new year». The Ginkgo Pages Forum - Blog (em inglês). 26 de janeiro de 2006. Consultado em 30 de abril de 2009
6. 1 2 3  Nina Simonds (2005). The food of China: a journey for food lovers. [S.l.]: Murdoch Books. p. 204. ISBN 9781740454636
7. ↑  «Buddha's Delight Recipe». taste.com.au (em inglês). Consultado em 30 de abril de 2009
8. 1 2  Deh-Ta Hsiung, Ken Hom (2002). «The Chinese Kitchen». St. Martin's Press. ISBN 9780312288945
9. 1 2 3 4 5 6  Shiu-ying Hu (2005). Food plants of China. [S.l.]: Chinese University Press. p. 69. ISBN 9789629962296
10. ↑  «Buddha's Delight Recipe». epicurious.com (em inglês). Consultado em 30 de abril de 2009